# Torul (Band)

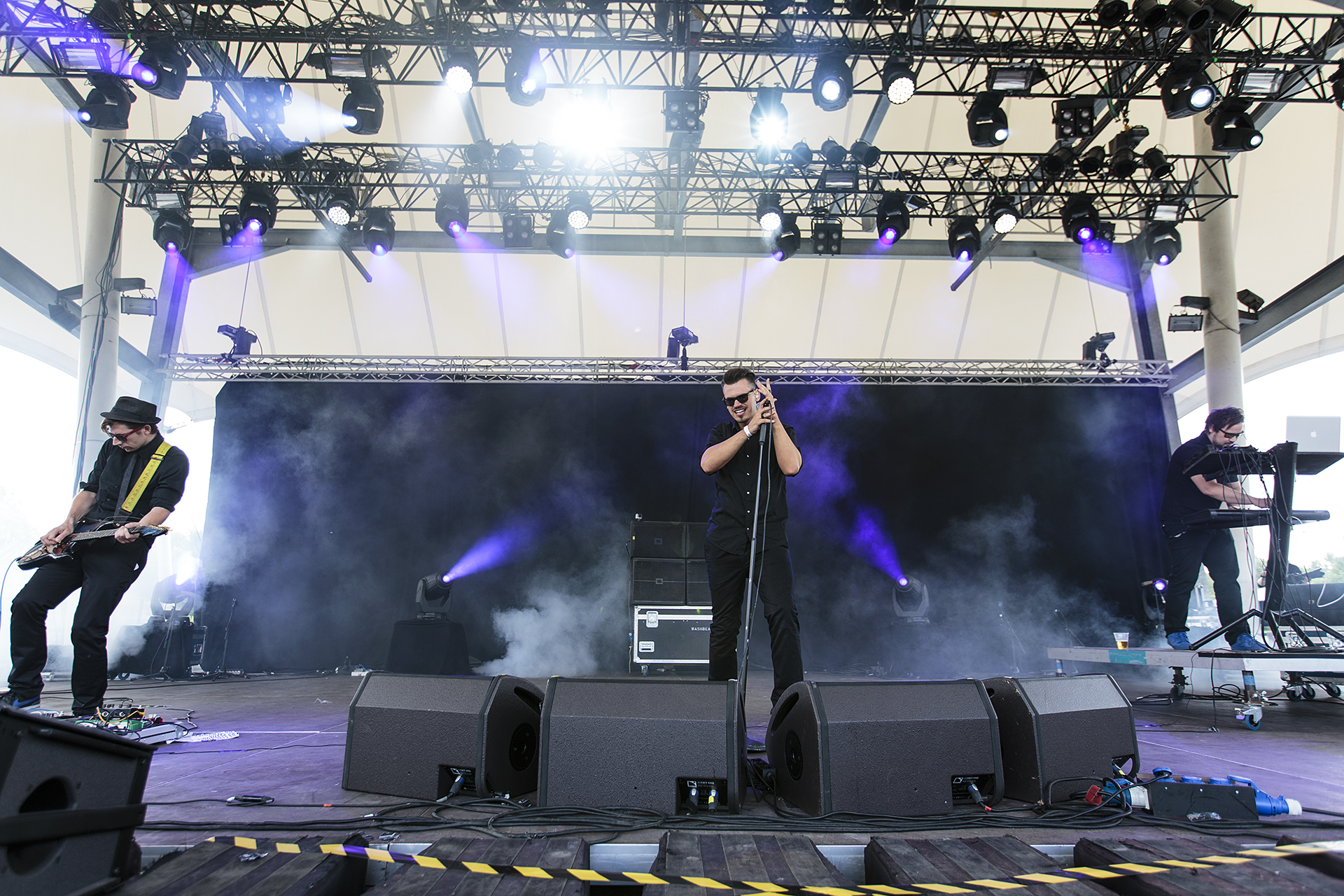
Torul auf dem Blackfield Festival 2014 in Gelsenkirchen

Torul ist eine slowenische Elektropop-Band.

## Geschichte
Der Gründer und Namensgeber Torul Torulsson ist seit den 1990er Jahren musikalisch aktiv. Als Torul W hatte er verschiedene Club-Veröffentlichungen unter dem Label von Low Spirit, z. B. Waterproof Theme.
2010 gaben Torul ihr Albumdebüt mit Dark Matters. Mit dem Nachfolger In Whole (2011) wechselten sie zum Soulfood-Label Infacted Recordings.
2012 traten sie auf dem Wave-Gotik-Treffen in Leipzig auf.
2013 erschien das Album Tonight We Dream Fiercely. Danach folgte eine Europatournee als Begleitband der Synthiepop-Gruppe Mesh.
2014 hatten sie auch einen Auftritt auf dem Amphi Festival.
Im Frühjahr 2016 verließ Jan Jenko die Band und wurde durch Maj Valerij ersetzt.

## Stil
Torul interpretierten Lieder von The Cure (Disintegration) und Tears for Fears (Mad World) neu.
Ihr Stil weist Einflüsse von Indiepop, Elektropop, Dark Wave, IDM und Electro auf.

## Diskografie

### Alben
- 2010: Dark Matters (Torul Recordings)
- 2011: In Whole (Infacted Recordings)
- 2013: Tonight We Dream Fiercely (Infacted Recordings)
- 2015: The Measure (Infacted Recordings)
- 2016: Reset (Infacted Recordings)
- 2019: Hikikomori (Infacted Recordings)
- 2020: Teniversia (Infacted Recordings)
- 2023: End Less Dreams (Infacted Recordings)

### Singles
- 2003 (als Torul W): Waterproof Theme (Low Spirit)
- 2003 (als Torul W): Discreamer (Low Spirit)
- 2007: Start Like This (Fargo)
- 2010: It Was Supposed to Be Fun (Digital Release)
- 2010: Saddest Song (Digital Release)
- 2011: Try (Infacted Recordings)
- 2011: Partially Untamed (Infacted Recordings)
- 2012: Glow (Infacted Recordings)
- 2013: The Fall (Infacted Recordings)
- 2014: All (Infacted Recordings)
- 2016: Saviour of Love (Infacted Recordings)
- 2014: Monday (Infacted Recordings)
- 2018: Explain (Infacted Recordings)